# Miss Taïwan
Miss Taïwan désigne les concours de beauté féminine destinés aux jeunes femmes de nationalité taïwanaise. 
En raison de la non reconnaissance de l'état de Taïwan par la Chine et une partie de la communauté internationale, le concours se nomme Miss Taipei, du nom de la capitale de Taïwan, Taipei.
Une Miss Taipei représente le pays au concours de Miss Monde.
Une Miss Chinese Taipei  représente le pays au concours de Miss Terre.